# Walthère Frère-Orban
Hubert Joseph Walthère Frère-Orban (1812. április 22. – 1896. január 1.) belga politikus és államférfi volt, Belgium miniszterelnöke 1868 és 1870, majd második alkalommal 1878 és 1884 között.

## Pályafutása

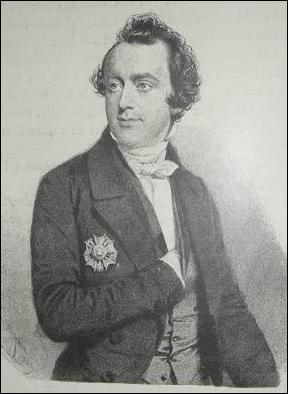
Fiatalkori képe

Liège városban született, tanulmányait itt és Párizsban végezte. A jogi diploma megszerzése után szülővárosában kezdett ügyvédi gyakorlatot. Hamarosan a liberalizmus egyik támogatója volt, mivel ellenezte a római katolikus egyház befolyását Belgium politikai életére. A politikai pályafutását feleségének, Claire Helena Orban-nak vagyonából finanszírozta, aki az egyik gazdag liège-i iparmágnás örököse volt.

### A liberalizmus egyik alapítója
1846-ban megírta az alakuló liberális párt politikai programját, és megalakulása után rögtön a párt elnöke lett, amely tisztséget haláláig megtartotta. Nézetei alapján a doktrinális liberálisok közé tartozott, akik ellenezték az egyház befolyását és támogatták a szabadkereskedelmet.

### Első kormányzati pozíciói
1847-ben megválasztották a belga képviselőház tagjának és ezzel egy időben közmunkaügyi miniszteri pozíciót kapott Charles Rogier kormányában. 1848-ban a párizsi forradalom hatása Belgiumot is elérte és a kormány határozott intézkedései ellenére a külföldi befektetők menekülni kezdtek és kivonták tőkéjüket a Société générale de Belgique és a Banque de Belgique bankokból. A két bank komoly likviditási problémákkal nézett szembe, hiszen a betétek nagy részét a belga iparba fektették be és a kormánynak kellett közbelépni, hogy a bankokat a csődtől megmentse. A kormány pénzügyminisztere tiltakozása jeléül lemondott és Rogier helyére Frère-Orban-t nevezte ki. 1848. és 1852. között pénzügyminiszter volt, ebben a tisztségében megalapította Belgium nemzeti bankját, csökkentette postai díjakat, megszüntette az újságokra kivetett adókat és általában véve a szabadkereskedelmi politika híve volt. Kevésbé sikeres kezdeményezése volt a munkások számára állam nyugdíjalap megalakítása.
A flamand területek gazdaságának fellendítése érdekében a kormány 1850-től jelentős közmunkákat indított be (utak, hidak, csatornák épültek). A munkák finanszírozása érdekében új adókat vetettek ki és 1851-ben Frère-Orban javasolta az egyházi birtokok megadóztatását is (amelyek 1817. óta mentességet élveztek). A kialakuló botrány miatt a közhangulat a liberálisok ellen fordult és 1852-ben a kormánynak le kellett mondani.
1854-ben elkészítette „La mainmorte et la charité” című, a konzervatív katolicizmust élesen elítélő könyvét, amelynek révén 1857-ben a liberálisok megnyerték a választásokat és visszatértek a hatalomba Charles Rogier vezetésével, aki Frère-Orban-t megtette pénzügyminiszterének. Számos intézkedésével támogatta az áruk szabad mozgását:
- 1858 – 1865 között eltörölte az exportvámokat
- 1860-ban eltörölte a nagyvárosokba szállított árukra kivetett helyi adókat
- 1863-ban visszaszerezte a hollandoktól a Schelde folyón való adókivetés jogát.

A gazdasági likviditásának növelése érdekében támogatta új bankok alapítását, mint pl. a Crédit communal de Belgique (1860) és a Caisse générale d’épargne et de retraite (Ez utóbbi volt az első takarékszövetkezet Belgiumban).

### Miniszterelnökségei
1868. január 3-án, Rogier lemondása után kormányt alakított. Az 1870-es választásokat azonban a katolikus párt nyerte, és Frère-Orban-nak távozni kellett. Második kormányát 1878. június 19-én alakította meg, miután a liberális párt doktrinális és progresszív szárnyát összebékítette, és megnyerték a választásokat. 1884-ig tartó kormányzásának egyik legjelentősebb mozzanata volt, hogy ekkor kezdte meg az állami oktatási rendszer kiépítését. Emiatt megromlott viszonya a belga katolikus egyházzal (az akkor iskolarendszer kizárólagos üzemeltetőjével, ez volt az „első iskolaháború”). 1880-ban megszakította a diplomáciai kapcsolatokat a Vatikánnal (amit csak 1884-ben állítottak helyre).
Walthère Frère-Orban egyik legjelentősebb politikai befolyása volt, hogy kezdte függetleníteni a belga államot és a belga politikai életet a katolikus egyház befolyásától. Emellett támogatta egy, az egyháztól független, állami oktatási rendszer kiépítését is. Haladó nézetei mellett ellenezte például a választójog „szükségtelen” kiszélesítését, amely a progresszív liberálisok egyik követelése volt. Frère-Orban szerint ez csak „politikai hatalmat adna az erre kevésbé rátermettek és a tudatlanok kezébe”.

#### Az első Frère-Orban-kormány tagjai
| Miniszteri tiszt       | Név                    | Párt         |
| ---------------------- | ---------------------- | ------------ |
| Külügyminiszter        | Jules Vander Stichelen | Liberális    |
| Belügyminiszter        | Eudore Pirmez          | Liberális    |
| Igazságügyminiszter    | Jules Bara             | Liberális    |
| Pénzügyminiszter       | Walthère Frère-Orban   | Liberális    |
| Közmunkaügyi miniszter | Alexandre Jamar        | Liberális    |
| Hadügyminiszter        | Bruno Renard           | pártonkívüli |

#### A második Frère-Orban-kormány tagjai
| Miniszteri tiszt       | Név                      | Párt         |
| ---------------------- | ------------------------ | ------------ |
| Külügyminiszter        | Walthère Frère-Orban     | Liberális    |
| Belügyminiszter        | Gustave Rolin-Jaequemyns | Liberális    |
| Igazságügyminiszter    | Jules Bara               | Liberális    |
| Pénzügyminiszter       | Charles Graux            | Liberális    |
| Közmunkaügyi miniszter | Charles Sainctelette     | Liberális    |
| Oktatásügyi miniszter  | Pierre Van Humbeeck      | Liberális    |
| Hadügyminiszter        | Bruno Renard             | pártonkívüli |

#### Változások
- 1879. szeptember 8. : Bruno Renard lemondott a hadügyminiszteri posztról, utódja Liagre tábornok.
- 1880. november 6. : Liagre tábornok lemondott a hadügyminiszteri posztról, utódja Gratry tábornok.
- 1882. augusztus 5. –Charles Sainctelette lemondott a közmunkaügyi miniszteri posztról, utóda Xavier Olin.

## Érdekesség
2005-ben a „Legnagyobb Belga” vetélkedőn Frère-Orban az 542. helyen végzett a nézők szavazatai alapján.

## Fordítás
- Ez a szócikk részben vagy egészben  a   Walthère Frère-Orban című angol Wikipédia-szócikk fordításán alapul.  Az eredeti cikk szerkesztőit annak laptörténete sorolja fel. Ez a jelzés csupán a megfogalmazás eredetét és a szerzői jogokat jelzi, nem szolgál a cikkben szereplő információk forrásmegjelöléseként.